# 朵儿只班 (安定王)
朵兒只班（?—?），元朝安定王，安定王脫歡之子，《元史·宗室世系表》认为他是成吉思汗庶子闊列堅六世孙，帖木儿王朝编纂的《高贵系谱》记载他是拜答寒之孙。
泰定二年（1325年）二月辛卯，泰定帝賑安定王朶兒只班部軍糧三月。天历二年（1329年），元文宗让位给哥哥元明宗，自称皇太子。五月，从京師出发。朵兒只班和鎮南王帖木兒不花，諸王也速、斡即、荅來不花、伯顏也不干，駙馬別闍里及扈衛百官，全部從行。他的后代卜烟帖木儿承袭安定王，在明朝建立后，设立安定卫。